# The Golden Gate Quartet
The Golden Gate Quartet − grupa wokalna wykonująca głównie gospel i negro spirituals, jazz, swing oraz pop tradycyjny. Największą popularność zespół osiągnął w USA i Europie Zachodniej.
Kwartet został założony w 1934 r. w Norfolk (Wirginia). Ówcześnie w skład grupy wchodzili A.C. „Eddie” Griffin, Henry Owens, Willie Johnson oraz Robert „Peg” Ford. Od początku z zespołem współpracowali także Orlandus Wilson i Clyde Riddick, dlatego też uznawani są za jego członków.

## Początki
Początkowo grupa śpiewała na przedstawieniach, w kościołach lub na ulicach Norfolk. Dopiero w 1937 r. dostali możliwość nagrania własnych płyt dla wytwórni Victor (RCA Records). Ich pierwszym historycznym nagraniem był utwór „Gospel Train”. W kolejnych sesjach zrealizowali wystarczająco dużo nagrań, aby dzięki nim zacząć zdobywać popularność. W 1940 r. nagrali piosenki z Leadbellym. W tym samym roku Williama Langforda zastąpił Clyde Riddick i został w grupie na stałe przez kolejne 55 lat do odejścia w 1995 r. W 1947 r. nagrali sesję, która stała się popularna za sprawą piosenki „Joshua Fit The Battle Of Jericho”. W 1947 r. Willie Johnson odszedł do grupy The Jubilares. Trzy lata później zespół opuścił Henry Owens. 

## Dalsza kariera
W 1954 r. zespół przeniósł się do Paryża, gdzie przebywa do dziś i tam nagrywa. W tym samym roku szeregi grupy zasilił ważny w historii The Golden Gate Quartet członek − Clyde Wright. Rok później do zespołu dołączył kolejny wokalista, Caleb Ginyard. To właśnie wtedy grupa przeżywała okres swojej świetności. Śpiewając standardowy gospel w swingowym stylu The Golden Gate Quartet zyskał dużą popularność w Europie Zachodniej. Grupa po raz pierwszy odwiedziła Polskę w 1965 r., dając koncert w Hotelu Europejskim w Warszawie. 
W 1971 r. nastąpiła zmiana − z grupy odeszli Caleb Ginyard i Clyde Wright, a na ich miejsce przyjęto Calvina Williamsa i Paula Brembly’ego (wnuka brata Orlandusa Wilsona). Z nagranych w latach 70. albumów część została przyjęta ciepło, lecz pod koniec tego okresu przez osłabiony budżet i nagrywanie w niskiej jakości studiach ich popularność osłabła i nie była już taka jak we wcześniejszych latach. W 1984 r. z grupy odszedł Calvin Williams i na jego miejsce wrócił ponownie Clyde Wright. W 1986 roku nagrali album „Only You” z piosenką grupy The Platters o tym samym tytule. Po kilku latach zmian personalnych, obecnie w skład grupy wchodzą Clyde Wright, Paul Brembly, Frank Davis (od 1995) i Anthony Gordon (od 2006).
W 2018 r. grupa po raz kolejny odwiedziła Polskę. Zespół zagrał przed polską publicznością w Krakowie. 